# 山本容子
山本 容子（やまもと ようこ、1952年4月7日 - ）は、日本の銅版画家。

## 人物
作品は、柔らかく繊細な描線と独特の色使いが特徴で、都会的で洗練された雰囲気を持つ。
『マリ・クレール』1988年4月号～1989年3月号に連載された吉本ばななの小説『TUGUMI』の挿画を手がけ、単行本（1989年3月刊行）の表紙絵も担当。版画家としてはすでに一家をなしていたが、同書が1989年年間ベストセラーの総合1位を記録し、累計167万部ものベストセラーとなったことから山本の名前も広く知られるようになる。（なお、編集者の安原顯はこの売上げの多くは、山本の挿画の魅力によるものだと語っている。）
それ以降、多数の書籍の装丁や挿画、アクセサリー、食器、舞台衣装のデザインなどの幅広い分野の作品を発表している。
また、美術以外の分野でも、旅行、音楽などについての挿画を交えたエッセイを多数出版しているほか、1999年のネスカフェ・ゴールドブレンドを初めとするCM出演や、2005年のベストジーニスト受賞など、その活動は精力的で、多岐にわたる。
愛犬家としても知られ、2007年2月11日に開設された公式ウェブサイトは、かつての愛犬の名を取ってLUCAS MUSEUMと名付けられている。

## 略歴
- 1952年 4月、福喜鮨創業者山本喜五郎の孫として埼玉県浦和市（現・さいたま市）[1]の浦和市立病院（現・さいたま市立病院）で生まれる。このため、公式プロフィール上浦和市出身となっている。父は旧制武蔵高等学校尋常科から大阪府立高津中学校を経て、旧制第三高等学校受験に二度失敗し、大阪理工科大学（現在の近畿大学理工学部）入学。同校卒業後、容子の出生当時は埼玉の鉄工所に勤務していたが、後に奈良県生駒市で山本旅館の経営を引き継いだ。経営難で旅館を手放してからは自らの研究所を設立し、公害処理など化学関係の研究をおこなった[3]。このため、容子は生後50日で山本旅館に移り住む。
- 1955年 8月、大阪府堺市大浜中町に転居。
- 1959年 4月、堺市立英彰小学校入学。
- 1961年 冬、父の研究所の倒産により一家が破産。東京都練馬区に夜逃げし、練馬区立田柄小学校に転校。
- 1963年 春、大阪府門真市に転居。門真市立大和田小学校に転校。
- 1964年 父が愛人を作って家から出たため、母がお好み焼き屋を始めて家計を支える。
- 1965年 4月、聖母女学院中学校に入学。
- 1966年 カトリックの洗礼を受け、洗礼名ベルナデッタを授かる。
- 1969年 このころ、天王寺公園で前衛劇団「日本維新派」の芝居を観劇し、強烈な印象を受ける。このとき「こういう演劇に興味があるんなら、京都芸大のアトリエ座に行けばいいよ」と聞いたことがきっかけで京都市立芸術大学を志望するに至る[4]。
- 1972年 4月、関西美術院とリベラ美術研究所での1年間の浪人生活を経て京都市立芸術大学美術学部西洋画科に入学。
- 1974年 このころ、先輩の木村秀樹に「あなたのことが好きです」と告白して「僕も君が嫌いではない。でも、みんなで一緒にいる方が楽しいし、何より、作品を創っているのが一番楽しい」と断られる[5]。
- 1975年 5月、第27回京展紫賞受賞。6月、京都のアート・コアギャラリーにて初個展を開く。
- 1976年 6月、第1回アート・コア賞受賞。
- 1977年 7月、第2回京都洋画版画美術展で新人賞受賞。10月、第2回現代版画コンクール展でコンクール賞受賞。
- 1978年 1月、大学院の先輩にあたる4歳上の版画家の田中孝と結婚。京都の公団南大島団地に住む。3月、京都市立芸術大学美術学部西洋画専攻科修了。田中と共に京都市立芸術大学の非常勤講師をつとめる。9月、第2回日本現代版画大賞展で西武賞受賞。このころ田中の子を妊娠したが、田中の「自分たちの面倒もみきれないほどの貧乏暮らしなのに、子供なんてとんでもない」との一言で中絶を余儀なくされる[6]。
- 1980年 3月、京都市芸術新人賞受賞。10月、エイボン女性年度賞芸術賞受賞。この年、木村秀樹の紹介で大津市比叡平に転居。
- 1981年 このころ、容子の作品に注目して東京から訪ねて来た画廊主が田中に向かって"うちの画廊にとってあなたは取り扱い作家として興味がない"旨を宣告。このため田中との夫婦関係が冷却し、家庭内別居が始まる[7]。
- 1982年 7月、田中と離婚。
- 1983年 第4回韓国国際版画ビエンナーレで優秀賞受賞。
- 1984年 7月から、妻子ある21歳上の美術評論家中原佑介と東京渋谷区代々木のアパートで同棲。このため中原の妻が代々木のアパートに押しかけ、大声で叫びながらドアを叩く、画廊の前で待ち伏せする、牛乳入れにマッチを投げ入れる、執拗に電話をかけ続けるなどの嫌がらせをおこなう。西参道を歩いていた容子に中原夫人が駆け寄って「今からこの人に突き飛ばされた、と言ってから、車に轢かれます」と叫んだこともあった。このときは容子が交番に駆け込み、警官に状況を説明してから「わたしは決してあの人を突き飛ばしたりしないから、証言を取って置いて下さい」と言った[8]。
- 1985年 5月、東京港区南青山の秋山庄太郎の家作に転居。
- 1986年 8月、神奈川県鎌倉市に転居。
- 1992年 『Lの贈り物』で第23回講談社出版文化賞ブックデザイン賞受賞。
- 1996年 テレビ番組の富士通スペシャル『世界遺産──時を超える旅』の収録で知り合った2歳下のテレビディレクター氏家力（嵐山光三郎の元用心棒）と嵐山の仲人で結婚。
- 2004年 5月、氏家と離婚。

## 主要な著作
- わたしの時間旅行（2003年3月、マガジンハウス、ISBN 978-4838714292）
- マイ・ストーリー（2004年9月17日、新潮社、ISBN 978-4101311517）
- 山本容子のジャズ絵本 Jazzing（2006年10月4日、講談社、ISBN 978-4062135924 ）
- パリ散歩画帖（2006年10月31日、阪急コミュニケーションズ、ISBN 978-4484062372）
- 山本容子の食物語り（2007年4月、清流出版、ISBN 978-4860292003）

## その他の作品
- 麒麟麦酒「キリン21世紀ビール」（2000年11月数量限定発売） - 「私のキリン、あなたのキリン」をテーマに缶のパッケージデザインを担当。

## 出演

### CM
- 資生堂　『Actea Heart』

### TV
- 旅のチカラ ホスピタルアートの聖地を行く〜山本容子・スウェーデン〜（2011年7月26日、NHK BSプレミアム）旅人

ほか

### ラジオ
- ラジオ深夜便・ミッドナイトトーク（NHKラジオ第1放送、奇数月第1木曜日担当）